# キリストの磔刑 (ボス)

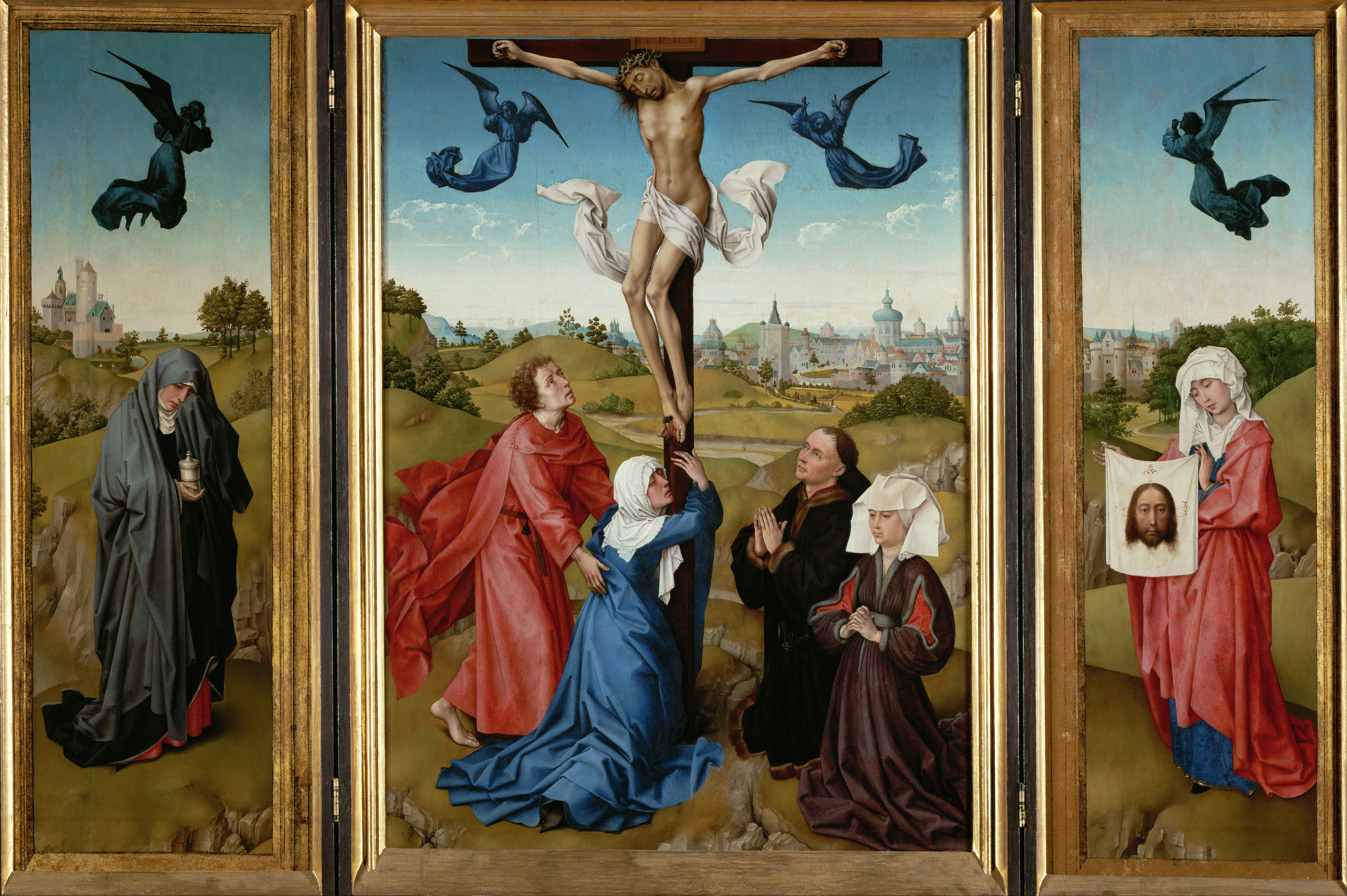
ロヒール・ファン・デル・ウェイデン『キリストの磔刑の三連祭壇画』 (美術史美術館、ウィーン)

『キリストの磔刑』（キリストのたっけい、蘭: Calvarie、英: Crucifixion）、または『寄進者のいるキリストの磔刑』（きしんしゃのいるキリストのたっけい、蘭: Calvarie met schenker、英: Crucifixion with a Donor）は、初期ネーデルラント絵画の巨匠ヒエロニムス・ボスが1480-1485年にオーク板上に油彩で制作した絵画である。近年、真作とされた『東方三博士の礼拝』(メトロポリタン美術館) を除けば現存するボスの最初期の作品で、磔刑図の伝統に忠実に描かれている。作品は、ブリュッセルのベルギー王立美術館に所蔵されている。

## 作品
神秘思想家のトマス・ア・ケンピス (1379-1471年) は、自身の著作『キリストに倣いて』で、「キリストの全生涯は十字架と殉教であった」と述べているが、十字架と殉教は画家ボスにとっても重要な主題であった。
本作は、ネーデルラント絵画の伝統に最も忠実に従った作品である。ボスの祖父の手になるといわれるスヘルトーヘンボスのシント・ヤンス聖堂のフレスコ画との関連が注目される。ボスには珍しく、物語性をつとめて排除して祈念性を高めた作品である。
十字架上のキリストの左側には両手を合わせて悲しみに沈む聖母マリアと、視線を鑑賞者に向けてキリストを指し示す福音書記者聖ヨハネが立っている。右側には跪いて合掌する寄進者と守護聖人の聖ペテロがいる。聖母の左側にある頭蓋骨はゴルゴタの丘を示す。あたりに散らばる骨片とともに、この地に埋葬された人類の始祖アダムの遺骨とされる。キリストは、アダムの罪を贖ったことで「第二のアダム」と見なされる。
キリストの腰布が風になびく描写は、ロヒール・ファン・デル・ウェイデンの『キリストの磔刑の三連祭壇画』 (美術史美術館、ウィーン) 以来のネーデルラント絵画の伝統にもとづくが、悲痛な感情は極力抑えられ、画面は静かな悲しみに包まれている。
合掌する寄進者の素性はわかっていない。彼は黒い帽子に黒い袖なしマントを着け、黒と茶色のストライプのある派手なズボンをはいている。こうしたズボンは、15世紀末のネーデルラントの廷臣か官吏の服装に見られる。腰に剣らしきものを差しているので、廷臣であるのかもしれない。あるいは下級貴族である可能性もある。焦点の定まらない目を前方に向けているのは、磔刑の光景が彼の脳裏に浮かぶ幻想だからである。
背景には色彩の美しい緑野が描かれている。遠くの町はエルサレムのはずであるが、風車があって、オランダの町を想起させる。この町はボスの故郷であるスヘルトーヘンボスであるのかもしれない。中景の空洞のある枯木は、ボスが好んだモティーフである。